# Свети мученици Гурије, Самон и Авив
Свети мученици Гурије, Самон и Авив (грч. Γουρίας, Σαμωνᾶς, ῎Αβ(β)ιβος) су хришћански светитељи и мученици с почетка IV века.
Садржаĵ

## Биографија
Изворна житија мученика Гурија, Самона и Авива је написана на сиријском језику, а позната је из превод на древни грчки, арменски и латински језик. 
Њихово мучеништво догодило се током прогона хришћана од стране царева Диоклецијана и Максимијана. Гурије и Самон су живели граду Едеси. Својим хришћанским животом многе су навели да приме хришћанство. Дознавши за то представник римских царева, војвода Антонин, наредио је да их заробе заједно са свим хришћанима које затекну са њима. Стављени су на тешке муке. Пошто нису пристали да се одрекну хришћанске вере и да принесу жртве паганским идолима осуђени су на смрт и посечени мачем на гори Ветилавикла, у околини Едесе.
Након више година цар Ликиније, одвојивши се од Константина Великог, започео је нови прогон хришћана у источном делу Римског царства а из Никомидије где је било његово седиште. У то време у граду Едеси, у коме су пострадали свети мученици Гурије и Самон, живео је ђакон, по имену Авив. Он је јавно проповедао и ширио Јеванђеље. Међу првима је ухапшен и натеран да принесе жртву идолима, и милом или силом одврати од Христа и приволи своје пријатеље хришћане на идолопоклонство. Након дугог и тешког мучења и одбијања да се одрекне хришћанске вере убијен је на месту где и мученици Гурије и Самон. Заједно са њима је и сахрањен и заједно са њима се и слави.
Православна црква прославља свете мученике Гурија, Самона и Авива 15. новембра по јулијанском календару.